# Picaflors olivaci
El picaflors olivaci (Prionochilus olivaceus) és una espècie d'ocell de la família dels dicèids (Dicaeidae) que habita boscos poc densos de Luzon, Catanduanes, Samar, Leyte, Bohol, Dinagat, Mindanao i Basilan, a les Filipines.